# Amélie du Royaume-Uni
La princesse Amélie du Royaume-Uni, née le 7 août 1783 et morte le 2 novembre 1810, est le quinzième enfant et la sixième fille du roi George III du Royaume-Uni et de son épouse Charlotte de Mecklembourg-Strelitz. Restée célibataire, elle n'eut pas de descendance. 

## Enfance

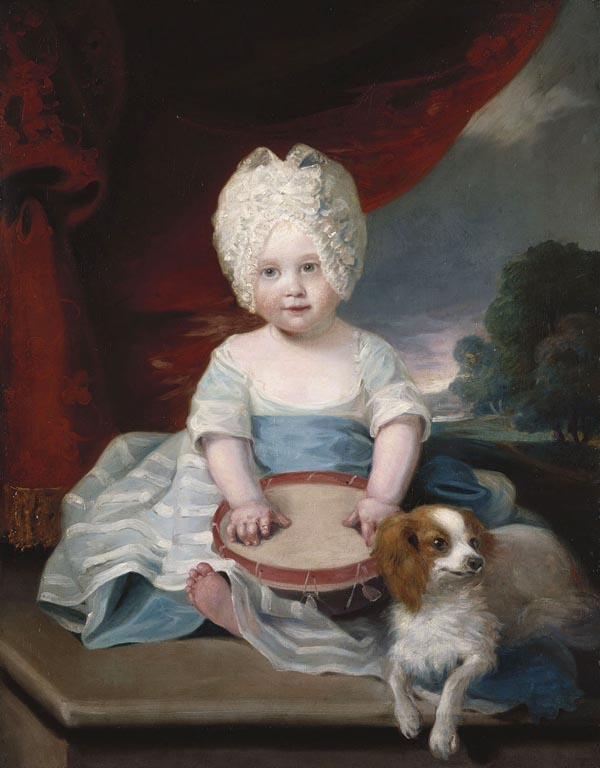
Princesse Amélie - 1785.

La princesse Amélie née le 7 août 1783 à Royal Lodge, Windsor, est la benjamine des 15 enfants du roi George III et de son épouse la reine Charlotte ainsi que la seule avec son frère aîné Alfred qui soit née au château de Windsor,. Il est souvent dit qu'elle était la préférée de son père qui l'appelait affectueusement « Emily ». Amélie est née après le décès prématuré de ses deux frères aînés, Octave (23 février - 3 mai 1783) et Alfred (22 septembre 1780 - 20 août 1782) touchés par la variole. Ces disparitions laissèrent un fossé de pratiquement six ans entre la princesse Amélie et sa sœur la plus proche, la princesse Sophie du Royaume-Uni. Il y avait 21 ans de différence entre elle et son frère aîné, George, et elle avait presque 17 ans de moins que sa sœur aînée, Charlotte. 
Amélie fut baptisée à la Chapelle royale, au palais Saint James par John Moore, l'archevêque de Canterbury, le 17 septembre 1783. Ses parrains et marraines étaient le prince de Galles (son frère aîné), la princesse royale (sa sœur aînée) et la princesse Augusta Sophie (la seconde sœur la plus âgée),. Elle fut le quinzième enfant de la famille baptisé là. Par la suite, elle fit sa confirmation le 24 décembre 1799. 
Survenue si peu de temps après la mort d'Octave et peu avant la fin de la guerre entre la Grande-Bretagne et les États-Unis, la naissance d'Amélie fut considérée comme le début d'une nouvelle ère d'espoir et beaucoup d'espérance fut placée en elle dès sa naissance. « Notre petite sœur est sans nul doute l'un des plus beaux bébés que j'ai jamais vus « écrivit sa sœur aîné au prince Guillaume IV alors qu'Amélie n'avait qu'un mois. On attendait d'elle qu'elle soit aussi belle, charmante et engageante qu'Octave, le précédent petit préféré de son père l'avait été. Après la mort de ses deux frères, Amélie était considérée comme l'enfant préféré de son père,.  
Dès son plus jeune âge, Amélie eut conscience de son rang. Une histoire populaire raconte que lorsque la célèbre tragédienne Sarah Siddons exprima le désir d'embrasser cette délicieuse enfant, Amélie tendit immédiatement sa petite main pour qu'elle puisse y déposer un baiser. Elle eut donc tôt fait de comprendre les leçons de royauté. Lorsqu'Amélie eut trois ans, Fanny Burney, dame de compagnie de la reine, indiqua que la princesse aurait pu être « distinguée quand on lui demandait d'agir en princesse face à des étrangers, comme si elle était consciente de son rang et de l'importance d'adopter une attitude condescendante pour maintenir son rôle. » Fanny Burney l'avait même surnommée « petite idole » . En tant que plus jeune enfant des treize enfants survivants, Amélie passa le plus clair de son temps avec ses sœurs Marie et Sophie dans diverses résidences royales. Dès le départ, les trois plus jeunes princesses n'eurent pas autant d'attentions que leurs sœurs plus âgées et passèrent un bon moment loin du roi et de la reine, ne communiquant avec eux que par lettre. De ce fait, il semble qu'elles aient été plus sauvages que les autres filles du roi comme le révéla leur comportement à table alors qu'elles étaient rassemblées pour un portrait en 1785. En 1770, Zoffany réalisa un portrait du roi avec la reine et leurs six aînés sans trop de difficultés. En 1785, néanmoins, Copley eut beaucoup plus de mal à rassembler les chiens, les oiseaux et faire en sorte que les trois enfants royaux restent assis si bien qu'il ne réalisa plus aucun autre portrait après cela. Comparée à l'éducation consciencieuse et planifiée dont bénéficièrent Charlotte, Augusta et Élisabeth, l'éducation donnée à Marie, Sophie et Amélie fut beaucoup plus légère. Amélie n'avait que cinq ans lorsque son père eut son premier accès de démence. En conséquence de l'état de santé en déclin de son père, Amélie ne connut jamais la proximité et l'affection qui avaient caractérisé la famille pendant les jeunes années de ses sœurs aînées.

## Vie adulte
Avant 1788, le roi George avait dit à ses filles qu'il les emmènerait à Hanovre et leur trouverait des époux convenables malgré ses appréhensions qui venaient des mariages malheureux de ses sœurs. Il indiqua : « Je ne peux pas nier que je n'ai jamais souhaité en voir aucune se marier, je suis heureux en leur compagnie et ne souhaite pas m'en séparer ». L'état de santé du roi se dégrada, après plusieurs crises de démence en 1788, 1801 et 1804, la question de mariage a rarement été évoquée, la reine craignant que ce sujet délicat et source de stress pour son mari ne provoque d'autres accès de démence. De plus, la reine, sous tension et malade, préférait garder ses filles auprès d'elle,,.  
Amélie et ses sœurs, Charlotte, Augusta Sophie, Élisabeth, Marie et Sophie étaient sur-protégées et isolées ce qui compliquait les rencontres avec d'éventuels prétendants de leur âge.

## Maladie
En 1798, la princesse Amélie se plaignit d'une douleur dans l'articulation du genou qu'elle partit soigner à Worthing, au bord de la mer, sur la côte sud de l'Angleterre. Elle écrivit à son père :  « Les vapeurs et bains d'eau de mer chaude sont  certainement fort utiles, je peux donc vous assurer que je me sens mieux »,. L'année suivante, Amélie se sentant temporairement remise, rejoignit sa famille à Weymouth où elle aima à la folie sa nièce, la princesse Charlotte de Galles. Tout au long de sa vie, Amélie fut souvent en mauvaise santé : à l'âge de quinze ans, elle commença à souffrir des premiers signes de ce qui se révéla être la tuberculose. 
En 1801, la princesse fut envoyée à Weymouth faire une cure en bord de mer afin de se refaire une santé. Parmi ceux qui restèrent à ses côtés figurait l'honorable Charles FitzRoy, un écuyer de 21 ans son aîné, fils de  Charles FitzRoy, 1er baron de Southampton,. Amélie en tomba amoureuse et souhaita l'épouser. La reine fut alertée par une servante mais ferma les yeux en espérant que le roi n'aurait pas vent de leur liaison, ce qui lui aurait valu de nouveaux troubles psychiques auxquels il était malheureusement enclin. Néanmoins, Amélie ne désespéra pas de pouvoir épouser son écuyer, elle savait qu'elle ne pouvait pas l'épouser légalement en raison des clauses de l'acte passé par le Parlement de son père au sujet des mariages royaux de 1772 qui visait à empêcher toute union pouvant diminuer leur statut. Après l'âge de 25 ans, le Conseil privé de Sa majesté pourrait, cependant, lui donner l'autorisation d'épouser Charles FitzRoy. Plus tard, Amélie dit à son frère Frederick qu'elle se considérait comme une femme mariée et prit les initiales A. F. R. pour Amélie FitzRoy.
En 1808, Amélie eut une sévère attaque de rougeole et l'ambiance morose qui régnait à la maison à Windsor la rendit encore plus malade. Le roi George, malade d'inquiétude, l'envoya à Weymouth en compagnie de sa sœur Marie. Sa santé s'améliora quelque peu, elle apprécia de pouvoir se reposer en toute tranquillité. En 1809, elle put occasionnellement aller se promener dans le jardin. Cette amélioration ne dura pas hélas : en août 1810, ses souffrances se firent plus intenses et en octobre, elle développa un érysipèle qui mit fin à tout espoir de guérison. Elle dut rester alitée à partir du 25 octobre et, bien que son père lui envoyât ses docteurs tous les matins, elle ne survécut plus que quelques jours en compagnie de sa très chère sœur, Marie. Elle mourut le 2 novembre, le jour de l'anniversaire de son frère Édouard. 
La princesse mourante porta une bague de deuil réalisée pour le roi composée d'une mèche de cheveux sous un morceau de cristal entouré de diamants. Le roi éclata en sanglots quand il reçut la bague. Conformément à la volonté de la princesse Amélie, Charles FitzRoy hérita de tous ses biens . Elle fut enterrée dans le caveau royal de la chapelle Saint-Georges de Windsor,. Son frère aîné, le futur roi George IV, aurait demandé son masque mortuaire en souvenir.

## Héritage
Après la mort d'Amélie, George Villiers, huissier du roi, et plus jeune frère de Thomas Villiers, le second comte de Clarendon, tenta de faire chanter le roi et la reine avec des lettres d'Amélie au sujet de la disparition d'une somme de 280 000 livres. Villiers était le père de George Villiers, futur diplomate et homme d'État, quatrième comte de Clarendon. La disparition d'Amélie a causé en partie le déclin de son père et de son état mental,, ainsi que l'acte de régence invoqué par le Parlement en 1811.  Selon son médecin, le Docteur Willis, le roi aurait pleuré en apprenant la nouvelle en se lamentant et en délirant. « Oh Émilie (princesse Amélie) pourquoi ne sauves-tu pas ton père ? Je déteste tous ces médecins ».
Amélie  a été décrite comme une très belle jeune femme svelte avec de magnifiques cheveux auburn et des lèvres rouges sensuelles. Elle était la plus turbulente et impétueuse de toutes les princesses mais aussi une personne aimable, spirituelle, désintéressée et intelligente. Ces qualités amenèrent sa belle-sœur, la princesse Caroline, connue pour détester sa belle-famille, à affirmer qu'Amélie était « la plus aimable du lot ». Amélie avait les faveurs du prince de Galles et du duc de Sussex qui la surnommaient « l'adorable créature ». Amélie adorait ce dernier et lui aurait même dit un jour qu'elle le préférait à tous ses autres frères. Dévasté par sa mort, il ne put plus dormir dans une pièce sans la lueur de quelques chandelles. Pendant plus de trois ans après son décès, il éclatait en sanglots à chaque fois que l'on mentionnait le nom de la princesse Amélie.

## Titres, honneurs et armoiries

### Titres
En tant que fille du roi, elle fut appelée Son Altesse Royale la princesse Amélie dès sa naissance.

### Armoiries
À partir de 1789, en tant que fille du souverain, Amélie arborait les armoiries du royaume personnalisées d'un lambel argent avec trois points, le point central arborant une rose et les deux autres un cœur.

Armoiries de la princesse Amélie du Royaume-Uni (7 août 1783 - 2 novembre 1810).

## Voir également
- Famille royale britannique
- (en) Descendants du roi George III et Charlotte de Mecklenburg-Strelitz